# 아틀레티코 아스토르가 FC
아틀레티코 아스토르가 FC(스페인어: Atlético Astorga Fútbol Club)는 스페인 레온도 카스티야이레온주 아스토르가를 연고로 하는 축구단이다. 1944년에 창단되었으며, 테르세라 페데라시온에 참가하고 있다.

## 이전 명칭
- 아스토르가 CF(Astorga Club de Fútbol) - (1944–1951)
- CD 아스토르가(Club Deportivo Astorga) - (1951–1972)

## 선수 명단

### 현역
참고: FIFA 자격 규정에 따라 소속된 국가대표팀 국기를 표시합니다. 선수는 복수의 FIFA 비회원국 국적을 가지고 있을 수 있습니다.
| 번호 | 포지션 | 국적 | 이름          |
| ---- | ------ | ---- | ------------- |
| -    | GK     | 말리 | 사무엘 디아라 |
| -    | DF     | 말리 | 무사 디아키테 |

| 번호 | 포지션 | 국적     | 이름          |
| ---- | ------ | -------- | ------------- |
| -    | MF     | 카메룬   | 오티아 케우캉 |
| -    | FW     | 자메이카 | 잉고마 므완자 |